# Mendocino County
Mendocino County is een county in Californië in de VS. Het was een van de eerste county's en werd gevormd in 1850.
Zijn naam kreeg het van Cape Mendocino.

## Geografie
De county heeft een totale oppervlakte van 10.044 km² (3878 mijl²) waarvan 9088 km² (3509 mijl²) land is en 956 km² (369 mijl²) of 9.52% water is.

### Aangrenzende county's
- Sonoma County - zuiden
- Lake County - oosten
- Glenn County - oosten
- Tehama County - noordoost
- Trinity County - noorden
- Humboldt County - noorden

### Steden en dorpen

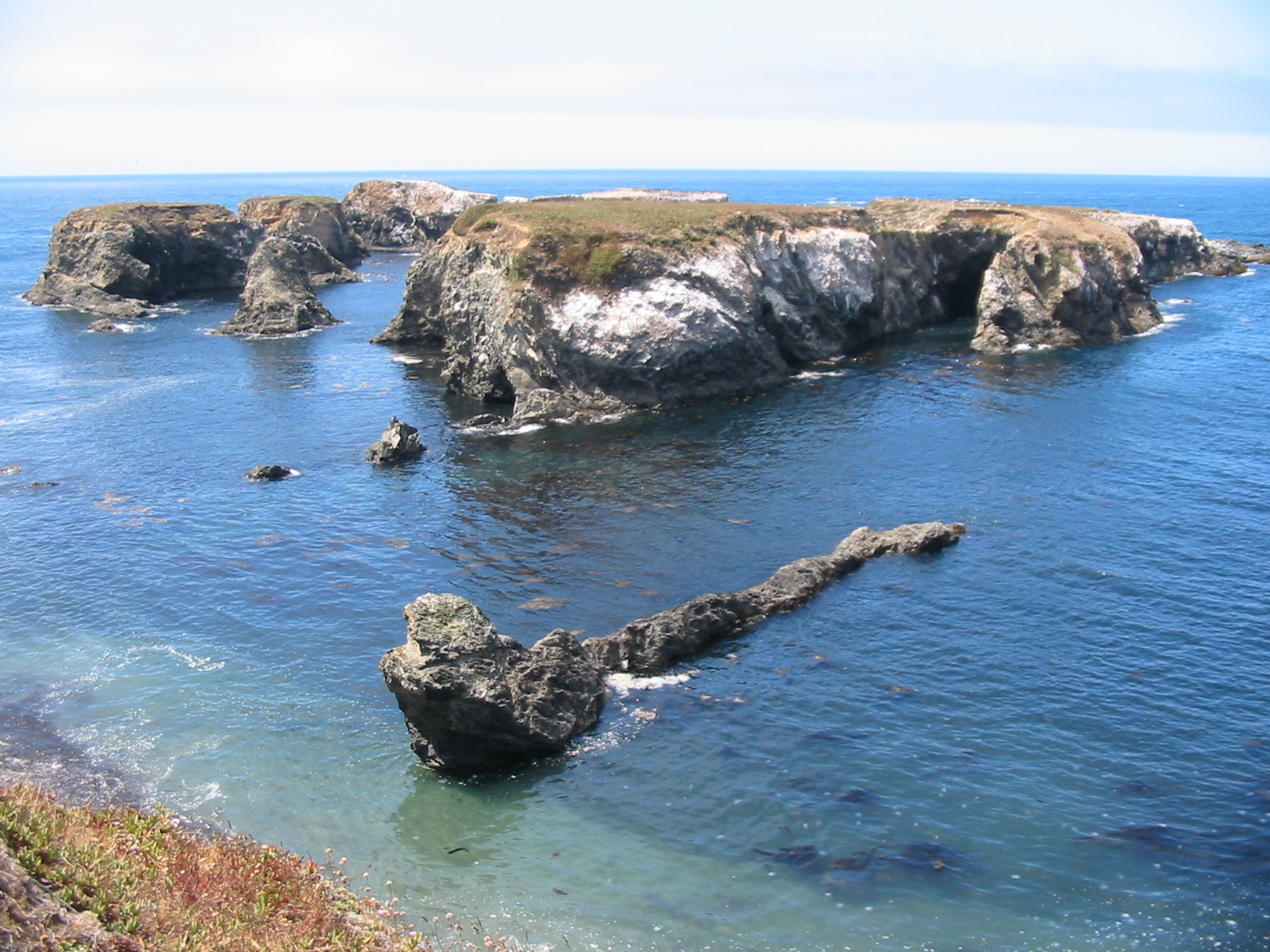
Eilandjes naast Mendocino

| - Albion - Anchor Bay - Boonville - Branscomb - Calpella - Caspar - Cleone - Comptche - Covelo - Dos Rios - Elk - Fort Bragg - Gualala - Hopland - Inglenook - Laytonville - Leggett | - Little River - Longvale - Manchester - Mendocino - Navarro - Noyo - Old Hopland - Philo - Point Arena - Potter Valley - Redwood Valley - Rockport - Talmage - Ukiah - Willits - Westport - Yorkville |